# Тальнівська вулиця
Та́льнівська ву́лиця —  вулиця в Дарницькому районі міста Києва, місцевість Позняки. Пролягла від Дніпрової вулиці до Урлівської. 
Має зигзагоподібний поворот в районі Дніпрового провулку.

## Історія
Вулиця виникла в першій чверті XX століття, мала назву Ленінградська. На карті 1941–1943 роках позначена як Садова та Осокорська вулиці. Сучасна назва — з 1955 року.
Історично проходила від вулиці Тепловозної до місця, де зараз ст. м. Осокорки. Прилучалися вулиці Івана Бойка, Краснолуцька, Зовнішня, Дніпрова, Батуринська, Дніпровий провулок, вулиця Зоотехніків, Позняківська вулиця і Позняківський провулок, Трубізька вулиця і Трубізький провулок.
Вулицю значно скорочено під час часткового знесення забудови колишнього села Позняки (Нові Позняки) і забудови мікрорайонів Позняки-2 і Позняки-3. 
Про існування вулиці нині свідчать декілька будинків, що збереглися, та зупинка автобуса № 35. 
Навесні 2023 року на Позняках відкрився супермаркет Novus за адресою Тальнівська, 2.
Станом на 2020 вулиця практично зникла у зв'язку з новою забудовою Позняків.

## Галерея

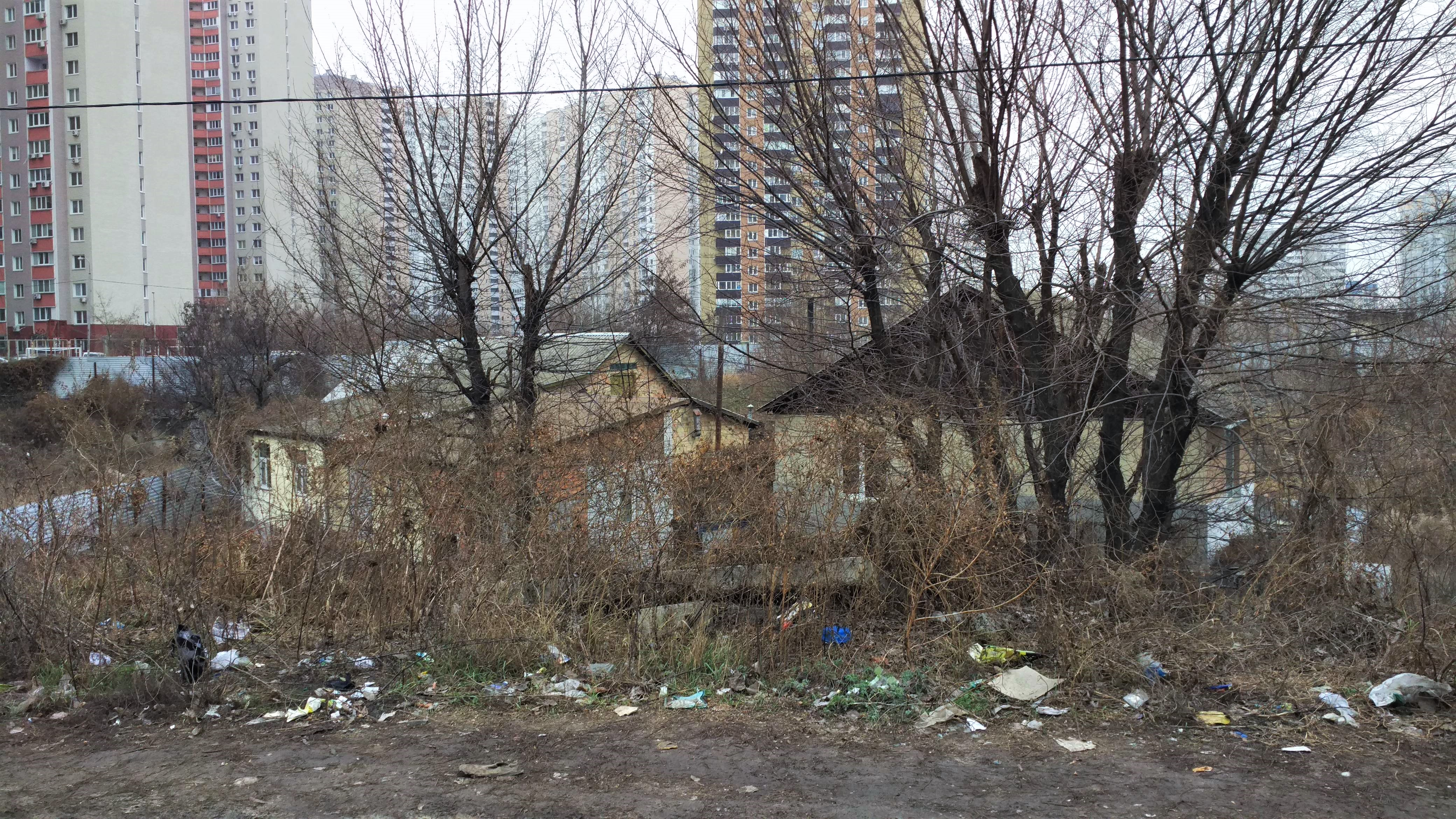
Рештки приватної забудови вулиці Тальнівської
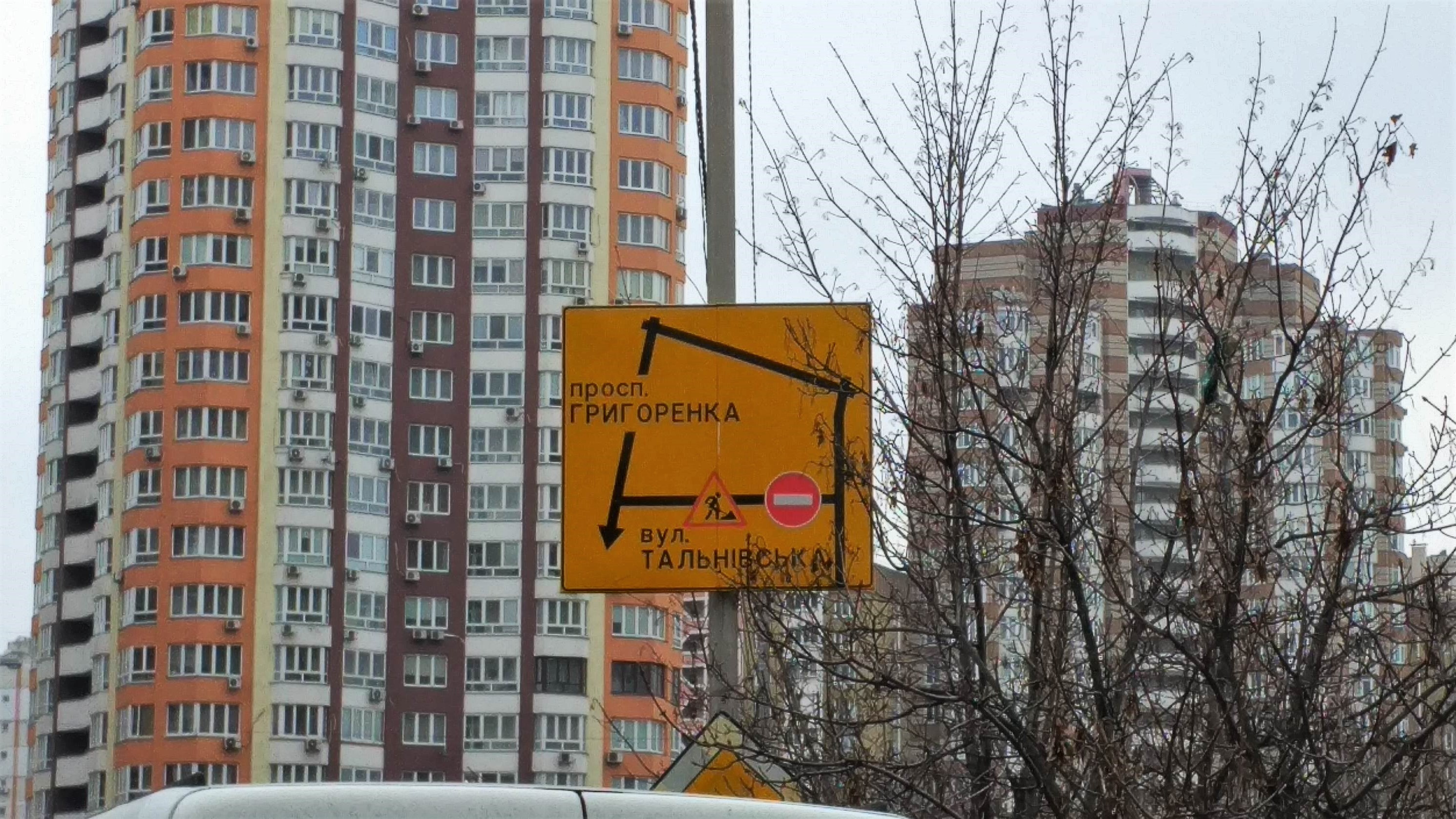
Схема об'їзду, встановлена на вул. Урлівський, де зазначена вул. Тальнівська, січень 2020 року